# Xã Lauramie, Quận Tippecanoe, Indiana
Xã Lauramie (tiếng Anh: Lauramie Township) là một xã thuộc quận Tippecanoe, tiểu bang Indiana, Hoa Kỳ. Năm 2010, dân số của xã này là 2.596 người.